# Finale de la Coupe des clubs champions européens 1989-1990
La finale de la Coupe des clubs champions européens 1989-1990 est la 35e finale de la Coupe des clubs champions européens. Elle est remportée par l'AC Milan aux dépens du Benfica Lisbonne sur le score de 1-0.

## Parcours des finalistes
Note : dans les résultats ci-dessous, le score du finaliste est toujours donné en premier (D : domicile ; E : extérieur).
| AC Milan      | AC Milan | AC Milan  | AC Milan     |                     | Benfica Lisbonne       | Benfica Lisbonne | Benfica Lisbonne | Benfica Lisbonne |
| ------------- | -------- | --------- | ------------ | ------------------- | ---------------------- | ---------------- | ---------------- | ---------------- |
| Adversaire    | Total    | Aller     | Retour       | Tour                | Adversaire             | Total            | Aller            | Retour           |
| HJK Helsinki  | 5 - 0    | 4 - 0 (D) | 1 - 0 (E)    | Seizièmes de finale | Derry City             | 6 - 1            | 2 - 1 (E)        | 4 - 0 (D)        |
| Real Madrid   | 2 - 1    | 2 - 0 (D) | 0 - 1 (E)    | Huitièmes de finale | Budapest Honvéd        | 9 - 0            | 2 - 0 (E)        | 7 - 0 (D)        |
| FC Malines    | 2 - 0    | 0 - 0 (E) | 2 - 0 ap (D) | Quarts de finale    | Dnipro Dnipropetrosvk  | 4 - 0            | 1 - 0 (D)        | 3 - 0 (E)        |
| Bayern Munich | 2E - 2   | 1 - 0 (D) | 1 - 2 ap (E) | Demi-finales        | Olympique de Marseille | 2E - 2           | 1 - 2 (E)        | 1 - 0 (D)        |

## Feuille de match
| 23 mai 1990 | AC Milan     | 1 – 0   | Benfica Lisbonne | Praterstadion, Vienne | |
| 20 h 15     | Rijkaard 68e | (0 – 0) |                  | Spectateurs : 57 558 Arbitrage : Helmut Kohl Arbitres assistants : Hubert Forstinger Heinz Holzmann Quatrième arbitre : Friedrich Kaupe | Spectateurs : 57 558 Arbitrage : Helmut Kohl Arbitres assistants : Hubert Forstinger Heinz Holzmann Quatrième arbitre : Friedrich Kaupe |
| 20 h 15     | Rapport      |         |                  | Spectateurs : 57 558 Arbitrage : Helmut Kohl Arbitres assistants : Hubert Forstinger Heinz Holzmann Quatrième arbitre : Friedrich Kaupe | Spectateurs : 57 558 Arbitrage : Helmut Kohl Arbitres assistants : Hubert Forstinger Heinz Holzmann Quatrième arbitre : Friedrich Kaupe |

| Milan | Benfica |

| G             | 1  | Giovanni Galli        |  |     |
| AD            | 2  | Mauro Tassotti        |  |     |
| DC            | 5  | Alessandro Costacurta |  |     |
| DC            | 6  | Franco Baresi         |  |     |
| AG            | 3  | Paolo Maldini         |  |     |
| MD            | 7  | Carlo Ancelotti       |  | 75e |
| MC            | 4  | Angelo Colombo        |  | 90e |
| MC            | 8  | Frank Rijkaard        |  |     |
| MG            | 11 | Alberigo Evani        |  |     |
| ATT           | 9  | Marco van Basten      |  |     |
| ATT           | 10 | Ruud Gullit           |  |     |
| Remplaçants : |    |                       |  |     |
| G             | 12 | Andrea Pazzagli       |  |     |
| D             | 13 | Filippo Galli         |  | 90e |
| ATT           | 14 | Daniele Massaro       |  | 75e |
| ATT           | 15 | Marco Simone          |  |     |
| ATT           | 16 | Stefano Borgonovo     |  |     |
| Entraîneur :  |    |                       |  |     |
| Arrigo Sacchi |    |                       |  |     |

| G                   | 1  | Silvino         |     |     |
| AD                  | 2  | José Carlos     |     |     |
| DC                  | 3  | Ricardo Gomes   | 65e |     |
| DC                  | 4  | Samuel          |     |     |
| AG                  | 5  | Aldair          | 40e |     |
| MDF                 | 9  | Hernâni         |     |     |
| MC                  | 7  | Vítor Paneira   |     | 76e |
| MC                  | 8  | António Pacheco |     | 60e |
| AG                  | 6  | Jonas Thern     |     |     |
| AD                  | 10 | Valdo           |     |     |
| ATT                 | 11 | Mats Magnusson  |     |     |
| Remplaçants :       |    |                 |     |     |
| G                   | 12 | Manuel Bento    |     |     |
| D                   | 13 | Fernando Mendes |     |     |
| MO                  | 14 | Diamantino      |     |     |
| ATT                 | 15 | César Brito     |     | 60e |
| ATT                 | 16 | Vata            |     | 76e |
| Entraîneur :        |    |                 |     |     |
| Sven-Göran Eriksson |    |                 |     |     |